# Алберто Ла Мармора
Алберто Фереро дела Мармора, Алберто дела Мармора или Алберто Ла Мармора (на италиански: Alberto Ferrero della Marmora, Alberto della Marmora, Alberto La Marmora; * 7 април 1789, Торино, Сардинско кралство, † 18 май 1863, Кралство Италия) е италиански генерал, натуралист, картограф, археолог и политик, граф и господар на Бориана, Беатино и Пралормо, сенатор на Кралство Италия (24 октомври 1848 – 18 май 1863). 
Той е брат на други важни генерали от Сардинското кралство и след това от Кралство Италия: Карло Емануеле, първи адютант на Карл Алберт Савойски-Каринян, Алесандро, реформатор на савойската армия, основател на Берсалиерите и генерал в Кримската война, и Алфонсо, главнокомандващ в Кримската война, втората и третата война за италианска независимост и по-късно премиер. 
Служи с чин генерал по време на Наполеоновите войни и е лично награден от Наполеон. По-късно влиза в армията на Кралство Сардиния. Той е и един от първите учени по естествена история и археология на Сардиния.
Изобразен е заедно с майка си и 11 от своите 15 братя и сестри на картината на Пиетро Айрес „Семейство Ла Мармора“ от 1828 г. – една от най-известните картини на Реставрацията в Пиемонт.

## Произход
Произхожда от благородническото семейство Фереро дела Мармора. Той е второроден син на маркиз Челестино Фереро дела Мармора (* 1754, † 1805), съгосподар на Бориана, Беатино и Пралормо, капитан на полка на Ивреа, и на съпругата му графиня Рафаела Арджентерио ди Берзецио (* 1770, † 1828). Негови дядо и баба по бащина линия са Иняцио Фереро дела Мармора и Кристина Сан Мартино д'Алие е ди Сан Джермано, а по майчина – Никола Амедео Арджентеро, маркиз на Берзецио, и Луиза Морозо, сестра на кардинал епископа на Новара. Има 15 братя и сестри:
- Мария Кристина (* 1787, † 1851), съпруга на Енрико Сесел д'Екс
- Карло Емануеле (* 1788, † 1855), военен и политик, сенатор на Сардинското кралство (1848 –1854), принц на Масерано (1836 – 1855), маркиз Фереро дела Мармора, съпруг на Мариана Арборио Гатинара Сартирана е Бреме;
- Полисена (*/† 1789)
- Мария Елизабета (* 1790, † 1871), съпруга на Маурицио Масел ди Казерана
- Киара (* 1791, † 1816)
- Енрикета (* 1793, † 1847), неомъжена
- Микеле (*/† 1794)
- Барбара (* 1795, † 1832), съпруга на Константино Барбавара ди Гравелона
- Джузепа (*/† 1797)
- Алесандро (* 1799, † 1855), основател на Берсалиерите, генерал-лейтенант и началник-щаб, кавалер на Малтийския орден, съпруг на Роза Рокаталята
- Едоардо (* 1800, † 1875), военен, камерхер на крал Карл Алберт, неженен
- Фердинандо (* 1802, † 1874), военен, неженен
- Паоло Емилио (* 1803, † 1830), военен, неженен
- Алфонсо (* 1804, † 1878), основател на корпуса на конната батарея „Волоар“, армейски генерал, командир на сардинската армия в Крим, първи лейтенант на краля в Рим през 1870 г., два пъти министър-председател и пет пъти военен министър, рицар на Върховния орден на Пресветото Благовещение, съпруг на англичанката Джована Бърти Матю
- Отавио (* 1806, † 1868), генерален интендант, неженен

## Биография
В детството си Алберто е обучаван главно от баща си, който изоставя военната си кариера, повлиян от идеалите на Френската революция, и който за известен период има републикански симпатии.
Когато Пиемонт става част от Наполеонова Франция, 17-годишният Алберто постъпва във Френската военна академия във Фонтенбло на 14 август 1806 г., благодарение на усилията на баща му, предприети малко преди неговата смърт. Алберто завършва академията през април 1807 г. с чин „втори лейтенант от пехотата“. Майка му Рафаела, вдовица, между края на декември 1807 г. и януари 1808 г. не се поколебава да поиска аудиенция при самия Наполеон, за да насочи вниманието му към кариерата на синовете си. Така започва блестящата военна кариера за Алберто – първо в 1-ви пехотен полк, след това в армията на Италия в Калабрия и накрая под командването на Йожен дьо Боарне. 
Алберто участва в няколко кампании с френската армия срещу Австрия, по-специално като втори лейтенант в битката при Ваграм през 1809 г. срещу силите на Петата коалиция. Тази кампания обаче тежко влошава здравето му, принуждавайки го да се оттегли за две години. В последствие, той отново се бие – при Лютцен (2 май 1813), Торгау и Бауцен, като за заслугите си в последната битка получава кръста на Почетния легион, връчен му от Наполеон в Дрезден през 1813 г. През октомври 1813 г., след битката при Лайпциг, той попада в плен и се прехвърля в Северна Русия. 
След абдикацията на Наполеон Алберто и другите военнопленници са изпратени обратно в Торино, където той пристига на 1 октомври 1814 г. След Реставрацията – при завръщането на Савойците в Пиемонт, благодарение на влиянието на майка си, Алберто е възстановен от Виктор Емануил I в армията на Пиемонт като лейтенант от Гренадирската гвардия. Той е повишен в капитан на 16 февруари 1816 г., след като през 1815 г. участва под командването на генерал Виторио Салиер дела Торе в Седмата коалиция срещу Наполеон, отличавайки се със своята храброст в битката при Гренобъл.
През 1819 г. Алберто предприема първото си пътуване до о-в  Сардиния, достигайки Каляри след 12-дневно пътуване. Силно увлечен от орнитологията и лова – страсти, присъщи на професионалните войници като него,  той е придружен от проф. Кейсер, геолог от Осло, и кавалер Де Прунер, директор на Музея по естествена история и антики в Каляри. Това първо негово пътуване му предоставя обилен материал за бъдещите му трудове, посветени на описанието на Сардиния във всичките ѝ аспекти. 
След завръщането си в Торино, през 1822 г., Алберто е обвинен в съучастие в революционните събития от 1820–1821 г. Въпреки че не са повдигнати официални обвинения, той е заточен в Сардиния. Подозренията срещу него са породени от връзките му с някои от водещите фигури на въстанията. На 20 март 1824 г., благодарение на липсата на доказателства, той е възстановен в армията като капитан от пехотата на разположение на вицекраля на Сардиния.
През 1825 г. Алберто е назначен към Генералния щаб на вицекраля на Сардиния. През ноември 1831 г. Карл Алберт го отзовава от острова, за да го повиши в лейтенант на генералния щаб, и го награждава с кръста на Гражданския орден зарадии изследванията му на този остров. През 1836 г., след като е повишен в генерал, той е назначен за инспектор на мините в Сардиния, а през 1841 г. поема командването на Военноморското училище в Генуа. 
През 1834 г. Алберто получава титлата на кавалер на Ордена на Св. св. Маврикий и Лазар. През 1845 г., съвместно с кавалер и майор Карло Декандия, той изработва първата голяма морска карта на Сардиния с мащаб 1:250 000, специално пригодена за пътувания и навигация..
На 3 април 1848 г. той е назначен за сенатор на Кралство Сардиния от крал Карл Алберт. В парламента е член на няколко комисии за разглеждане на различни законопроекти като този за имотния регистър или този за прехвърлянето на военния арсенал от Генуа в Специя.
След началото на Първата италианска война за независимост Алберто моли да бъде изпратен на фронта с оперативна задача. Така на 8 април 1848 г. той получава нареждане да замине за Венеция, където да съдейства на временното правителство в организирането на венецианските доброволци. Там поема командването на част от войските по линията на река Пиаве. На 7 май обаче щабът на Карл Алберт изисква връщането му във Венеция, за да ръководи войските на това място. Междувременно временният кабинет вече е поверил тази задача на Гулиелмо Пепе. Така Алберто се оказва без конкретна роля и отправя молба към военния министър за ново назначение. През октомври 1848 г. напуска Венеция, след като по-рано, на 20 май същата година, е назначен за сенатор.
На 3 март 1849 г., след примирието в Саласко, Ла Мармора поема Кралския комисариат и Главното командване на военната дивизия на Сардиния – длъжност, която изпълнява до 1851 г. Той е изпратен на остров Сардиния като специален комисар с пълни правомощия, за да потуши бунт на овчари, нападнали земеделската собственост и бившите общински земи, по-късно превърнати в частна собственост, които са използвана за култивиране и отглеждане на добитък. Ла Мармора успява да възстанови реда. На 5 март 1849 г. обаче парламентаристът Джорджо Аспрони внася въпрос в Камарата относно репресивните методи, използвани по време на мисията на генерала. В отговор Алберто публикува в Торино същата година „Отговори на извънреден комисар за остров Сардиния на въпросите и обвиненията на г-н депутат Аспрони“, в който той се защитава, като обяснява, че след като е пристигнал на острова, първо е трябвало да възстанови реда, но с дух на мир и законосъобразност, а не на тирания. Ла Мармора твърди, че не е водил война срещу идеи или конституционни институции, а често е апелирал за опрощаване на политическите престъпления. След като ситуацията на острова е стабилизирана, той доброволно се отказва от своите пълномощия, но остава като генерален командир в Сардиния, продължавайки да се грижи за интересите на острова.
В Сената той неотклонно защитава интересите на о-в Сардиния и на 16 ноември 1851 г. получава гражданство на Каляри. Междувременно на 5 октомври 1851 г. той предава командването на острова на генерал Джовани Дурандо, след като здравословното му състояние, усложнено от подагра, го принуждава да се завърне в Торино. 
През същата година се оттегля от активната военна служба и се посвещава изцяло на парламентарна дейност като сенатор на кралството. Въпреки това той остава отдаден на научните си изследвания, като съсредоточава усилията си върху изучаването на Сардиния. Алберто публикува своите трудове на френски език, сред които и Voyage en Sardaigne (1826 г.), посветена на икономическите и физическите аспекти на острова. В периода между 1851 и 1857 г. той предприема многобройни пътувания до Сардиния, за да завърши своите проучвания.
Начинът на живот на Алберто Ла Мармора, свързан с трудностите на продължителните пътувания до Сардиния и честите неудобни нощувки на открито, оставя своя отпечатък върху здравето му. Постоянната физическа натовареност и болестите, породени от тези условия, водят до неговата смърт на 18 май 1863 г. на 74 г. Погребан е в семейната гробница в църквата „Сан Себастиано“ в Биела.
Алберто поддържа приятелство с Куинтино Села, с когото споделя увлечението си по геологията. Докато Ла Мармора притежава задълбочени знания в тази област, Села активно работи за насърчаване на геоложките изследвания и популяризиране на обучението в тази дисциплина. В чест на Ла Мармора, Села става инициатор на комитет за събиране на средства за изграждане на погребален паметник. Комитетът възлага задачата на Винченцо Вела, скулптор от Тичино, който вече е създал бюст на Ла Мармора за град Каляри. Завършеното произведение е поставено в базиликата „Сан Себастиано“, близо до криптата на семейство Фереро Дела Мармора, в компанията на творбите на Одоардо Табачи.

## Проучвания
Като учен, благодарение на дългия период, прекаран в Сардиния, той изучава морското дъно и бреговете в близост до реките. Неговите проучвания и наблюдения по темата са широко използвани в анализа на осъществимостта на Суецкия канал. Впоследствие неговите идеи са приети от Луиджи Негрели и Пиетро Палеокапа, които имат основна роля в изграждането на канала.
Страстен археолог, през 1829 г. той постъпва в Академията на науките в Торино, на която по-късно става вицепрезидент, а през 1832 г. в Геологическата академия на Флоренция. Неговата слава на учен го прави член на няколко престижни изследователски института като Ломбардския институт за наука и литература в Милано, Земеделското и икономическо дружество на Каляри и Кралското общество на Неапол, както и Депутацията по национална история на Торино. Той получава дипломата на Геоложките дружества на Франция, Берлин и Лондон и след смъртта си е официално почетен от престижни институции като Кралското географско дружество на Лондон. През 1844 г. присъства на 5-ия конгрес на италианските учени в Милано.
По време на дългия си престой в Сардиния Ла Мармора пише две книги, първата от които, Voyage en Sardaigne, е публикувана в Париж през 1826 г., обогатена с 19 илюстрирани плочи от Джузепе Коминоти и други, и разширява проучванията, проведени преди това от Франческо Чети, оставайки вероятно най-известната работа сред пътеписите от XIX век. Текстът съдържа негови наблюдения, статистика, изследвания върху природата и археологическото наследство на региона. Второто издание на произведението е по-органично, тъй като е разделено на три раздела с разширени лечения. Работата е разделена, както следва: Физическа и човешка география на Сардиния, публикувана през 1839 г., Антики, издадена през 1840 г., и Геология, публикувана през 1857 г. в два тома. Първият том започва със сборник от древна и съвременна история на Сардиния, след което описва острова от физическа и климатична гледна точка и впоследствие разглежда минералното, растителното и животинското царство, като говори за жителите, анализира техните физически характеристики, обичаи, навици и език и завършва с картина, свързана с администрацията и икономическите дейности на Сардиния. Във втория том той се занимава с предримските паметници на острова, подобни на менхирите, и с някои древни надписи на нурагите, след като излага различни теории и хипотези – поддържа, че те са религиозни паметници, предназначени в някои случаи и за погребения, след което се опитва да реконструира географията на острова по времето на римляните и се опитва да пресъздаде древната пътна мрежа, черпейки много информация от изследванията на друг учен s, впоследствие той продължава да изследва римските антики, присъстващи на острова, занимавайки се с древните сардински медали, гробници, саркофази, храмове, амфитеатри и театри и събира надписите на римските храмове. В третата и последна част от работата описва острова от геоложка гледна точка, изследвайки различните видове терени и вкаменелости от различни епохи и за да направи това, той търси валидни сътрудничества, особено за изследването на вкаменелости и скали, ставайки всъщност пионер на геологията на Сардиния, на която проследява основните линии. Изложението е изпъстрено с анекдоти за обичаите на жителите и приключенията, които са го сполетели по време на пътуванията му.
Тези произведения подчертават как Алберто е успял да черпи знания и вдъхновение от велики майстори: той се запалва по орнитологията, след като прочита „Естествената история на Сардиния“ от Чети, следва уроците по геодезия на Луис Пуисант и слуша норвежкия натуралист Якоб Кейзер, докато изследва острова с него. От първите си писания следователно той успява да придаде международна значимост на работата си по такъв начин, че да се присъедини към мрежата от академии и научни дружества на времето.
Много от животните, заловени от него, са изпратени на Франко Андреа Бонели от Торинския университет. Ла Мармора също така си кореспондира с наследника на Бонели, Джузепе Джене. Втората книга, Itinéraire de l'île de Sardaigne, е публикувана в Торино през 1860 г. Тя се радва на обществено одобрение, а каноникът Джовани Спано, негов личен приятел, я превежда през 1868 г. под заглавието Itinerario dell'isola di Sardegna del Conte Alberto Ferrero Della Marmora. Тази втора творба е по-специално посветена на пътешественика, като своеобразен наръчник, в който са посочени най-забележителните неща, които човек не може да не види и да не познава.
Като цяло графът посвещава повече от петдесет научни публикации на Сардиния, които, макар че нямат голямо разпространение на острова, имат такова в чужбина, фокусирайки вниманието върху земя, дотогава обвита в мрак, придавайки й стойност и привличайки други любопитни погледи. Те варират от мемоари на орнитологични теми, които той пише на 30-годишна възраст през 1819 г. след първото си пътуване до острова, до съчинения, които той пише в ролята си на военен командир на Сардиния, като това, което той пише през 1857 г. на 68-годишна възраст, относно Суецкия провлак и електрическата телеграфна станция в Каляри или брошурата Някои епизоди от войната във Венето от същата година относно събитията във Венето по време на Първата италианска война за независимост.
С оборудването си той се скита из провинцията, водейки бележки и извършвайки топографски измервания. На него се дължи измерването на най-високата точка на масива Дженаргенту, която носи неговото име (Пунта Ла Мармора) – 1834 метра.
Между 1823 и 1824 г. капитан Уилям Хенри Смит, от името на Британското адмиралтейство, съставя морска карта, която Дела Мармора използва, в сътрудничество със специалиста Карло Феличе Декандия, също генерал, за да създаде географска карта с научни инструменти, която е гравирана в Париж през 1845 г. и повече от петдесет години остава най-вярното представяне на острова, завършвайки ерата на емпиричната картография и откриването на тази на геодезическата картография и също така представлява първата географска карта на Сардиния, направена с научни критерии и която, благодарение на своята прецизност, остава ненадмината до началото на двадесети век. Картата на остров Сардиния е в мащаб 1:250 000 и е преиздадена през 1884 г. във фотолитографска репродукция със заглавието Атлас на остров Сардиния в мащаб 1:50 000.
През последните две години от живота си публикува две исторически биографии, върху които работи от 1860 г.: Събитията на Карло ди Симиане, Маркезе ди Ливорно, тогава Пианезе между 1672 и 1706 г., взети от частна дипломатическа кореспонденция (Торино, 1862 г.) и Новини за живота и военните дела на Карло Емилио С. Мартино ди Парела, или хроника на военните анекдоти (Торино, 1863 г.).

## Творби
- Voyage en Sardaigne ou Description statistique, physique et politique de cette ile, avec des recherches sur ses productions naturelles, et ses antiquités. Bertrand, Paris, Bocca, Turin, 1826. (trad. it. di Valentino Martelli, Viaggio in Sardegna di Alberto della Marmora, Ed. Fondazione il Nuraghe, Cagliari, 1928 г. )
- Riscontri del r. commissario straordinario per l'isola di Sardegna, in risposta alle interpellanze e accuse del sig. deputato Asproni (1849)
- Itinéraire de l'ile de Sardaigne, Turin, 1860. (trad. it. di Giovanni Spano, Itinerario dell'isola di Sardegna del conte Ferrero Alberto della Marmora, 1868) ora Itinerario dell'isola di Sardegna, Ed. Ilisso, Nuoro, 1997, 3 vv., ISBN 88-85098-59-2
- Le vicende di Carlo di Simiane Marchese di Livorno poi Pianezze tra il 1672 ed il 1706 ricavate da corrispondenze diplomatiche private (1862)
- Notizie sulla vita e sulle geste militari di Carlo Emilio S. Martino di Parella, ossia cronica militare aneddotica (1863)